# Adolphe Willette

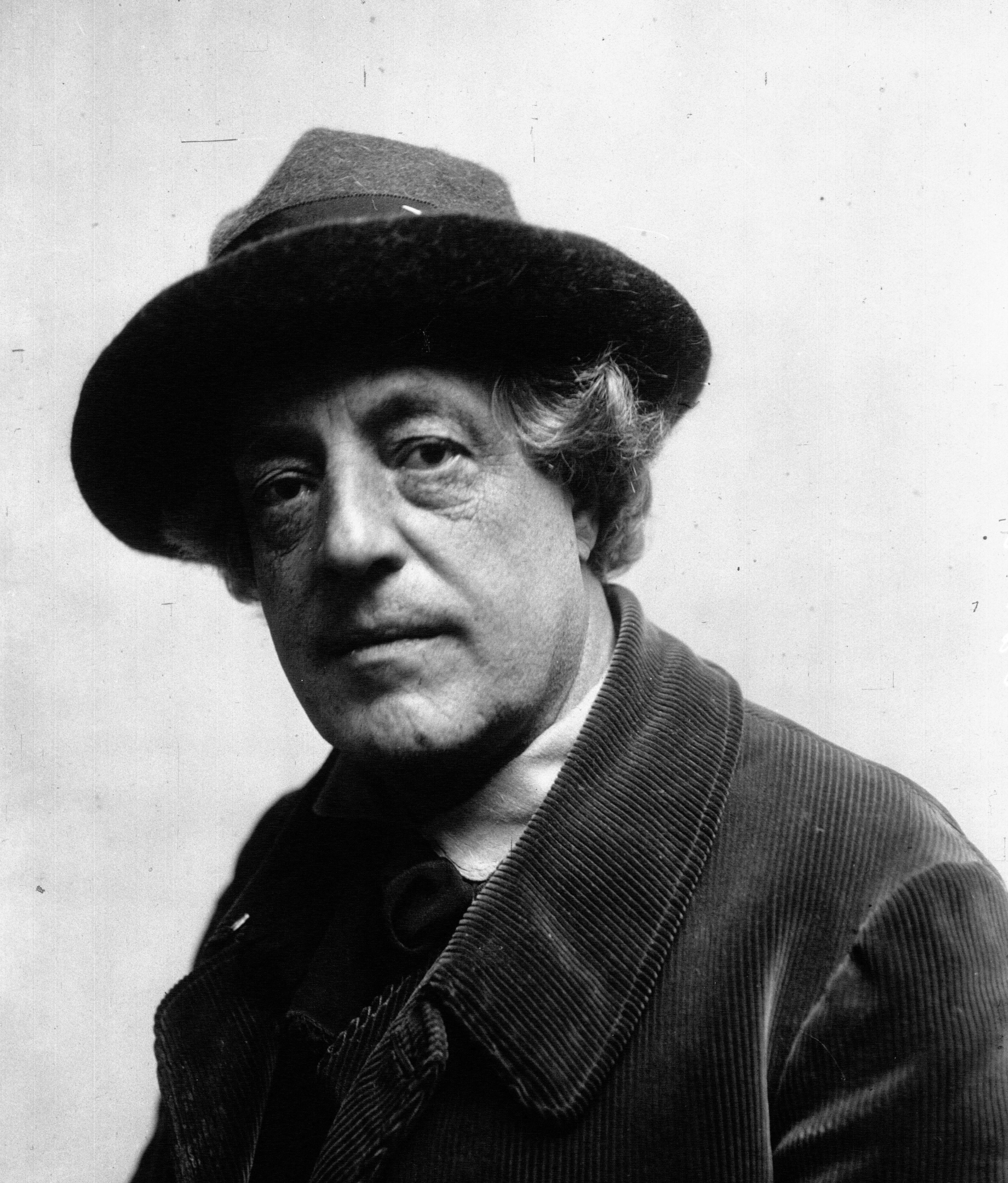
Adolphe Willette (1913)

Adolphe Willette, eigentlich Adolphe-Léon Willette, (* 31. Juli 1857 in Châlons-sur-Marne, Département Marne; † 4. Februar 1926 in Paris) war ein französischer Illustrator, Karikaturist und Maler. 

## Leben
Willette war ein Sohn des Aide-de-camp von Marschall François-Achille Bazaine. Seinen ersten künstlerischen Unterricht erfuhr Willette in seiner Heimatstadt. Mit 18 Jahren kam er 1875 nach Paris an die École des Beaux-Arts und wurde dort u. a. Schüler von Alexandre Cabanel. 
Nach vier Jahren verließ er die EBA und begann für verschiedene Zeitungen und Zeitschriften zu zeichnen. Als Karikaturist war er regelmäßig in der Tagespresse zu sehen; seine Werke dort signierte er mit den Pseudonymen „Bebe“, „Cemoi“, „Loison“, „Nox“ und „Pierrot“.
1920 gründete er zusammen mit Jean-Louis Forain, Maurice Neumont und Francisque Poulbot die République de Montmartre. Bis zum 14. August 1923 leitete er die RdM als deren Präsident.
Mit nicht ganz 69 Jahren starb Adolphe Willette in Paris und fand auf dem Cimetière de Montmartre seine letzte Ruhestätte.

## Werke (Auswahl)
- Carte de visité.
- Madeleine.
- Journée du Poilu.